# Накагами, Кэндзи
Кэндзи Накагами (яп. 中上 健次 Накагами Кэндзи, 2 августа 1946 года — 12 августа 1992 года) — японский писатель
, литературный критик и поэт. Изначальное чтение фамилии — Накауэ (была постепенно изменена из-за расхожего употребления варианта Накагами). Известен как радикальный и бескомпромиссный новатор японской прозы. Для произведений, относимых отдельными критиками к магическому реализму, характерны космогонический масштаб, мифологичность, стихийность. Наибольшую известность получил роман «Берег мёртвых деревьев» (枯木灘, 1977, пер. на рус.). Лауреат премии Акутагавы (1975) и премии Майнити (1977).

## Жизнь и творчество

### Ранние годы
Родился в городе Сингу (префектура Вакаяма) шестым ребёнком в семье потомков представителей касты буракумин — изгоев японского общества. Был внебрачным сыном. Детство и юность провёл в районе Кумано, цитадели своей мифологии. Позднее Накагами описывал родные места как «край света»: поселение, окружённое горами и океаном, изолированное от внешнего мира. В возрасте двенадцати лет Накагами пережил самоубийство повесившегося на дереве своего сводного старшего брата, так и оставшееся загадкой и, заложившее в нём трагическое мироощущение, сильно повлиявшее на его творчество. Всех братьев и сестёр Накагами воспитывал отчим, подрядчик строительных работ. Общение с родным отцом было сведено к минимуму. Был единственным в семье, кто научился читать и писать в результате послевоенных реформ, давших буракуминам право на образование.

### Жизнь в Токио
В 1965 году после окончания средней школы Накагами покинул Кумано и отправился в Токио для прохождения подготовительных курсов, предваряющих поступление в Университет Васэда. Занятия посещал редко, через три месяца бросил вообще; заинтересовавшись джазом и литературой, начал вести богемный образ жизни. Влияние джаза, особенно позднего периода творчества Джона Колтрейна, оказалось фундаментальным для стиля Накагами-писателя. В 1970 году Накагами женился на Касуми Ямагути (как писательница известна под псевдонимом Кивакё), после чего решил прекратить беспорядочный образ жизни и устроился работать грузчиком в токийском аэропорту Ханэда, сочетая тяжёлый физический труд с активной писательской деятельностью. Как прозаик дебютировал публикацией рассказа «Первое происшествие» (一番はじめの出来事) в журнале «Бунгэй» в 1969 году. До этого там же эпизодически печатались отдельные стихи. Привлёк к себе внимание рассказом «Карта девятнадцатилетнего» (十九歳の地図, 1973). В 1975 году получил за повесть «Мыс» (яп. 岬 Мисаки) премию Акутагавы, став первым родившимся после окончания Тихоокеанской войны писателем, удостоенным этой награды.

### Возвращение в Кумано
Ощутимое влияние на Накагами оказало пребывание за рубежом, где он смог по-новому переосмыслить собственную идентичность. Конец 1977 года он провёл в Нью-Йорке, затем в течение года (в 1978) жил в Санта-Монике вместе с семьёй. После возвращения из США в начале 1980 года Накагами переехал из Токио в пригород Кумано. Почти половину 1981 года провёл в Южной Корее, где открыл для себя пхансори и корейский театр масок. Во время пребывания в Корее Накагами также начал вынашивать замысел «Тысячи лет наслаждения» (千年の愉楽), цикла новелл, ставшего впоследствии одним из наиболее значительных и своеобразных его сочинений.
Бурная творческая деятельность Накагами, которую он развил к концу 1980-х — началу 1990-х гг., трагически оборвалась, когда он в 1992 году скончался от рака почек в возрасте 46 лет. Писатель умер у себя на родине, в Кумано, месте, которым вдохновлялось его искусство. Многие произведения остались незавершёнными и были опубликованы посмертно в том виде, в каком были оставлены автором.

## Очерк творчества

### Формирование стиля
На раннем этапе своего творчества Накагами испытал ощутимое влияние Кэндзабуро Оэ, усиливавшееся сходством биографий писателей (периферийность происхождения и отчасти то, что до двадцати лет оба занимались преимущественно поэзией) и тяготением к пространственности повествования, привязке к определённому топосу; затем — Уильяма Фолкнера, к сочинениям которого он обратился по совету поддерживавшего его на протяжении более чем двух десятилетий литературного критика Кодзина Каратани. В результате сформировался уникальный периферийный стиль писателя.

### «Мыс»
«Мыс», по сути первое зрелое сочинение Накагами, и признание, которое пришло с его публикацией, стали поворотными для писателя. В нём, кроме того, фактически был определён стержень всего дальнейшего творчества Накагами, действие многих работ которого, как и в этом произведении, разворачивается на его родине в районе Кумано полуострова Кии, где прошли его детство и юность. Образы этих произведений вдохновлены сплавом самобытной мифологии Кумано и повседневности гетто буракуминов. Последнее прочно закрепилось в работах писателя под эвфемизмом «закоулки» (路地), отсылающим к узким и извилистым улочкам гетто, давшим начало особой организации жизненного пространства, где «окружённые рекой и горами, окружённые морем, словно насекомые, словно псы, живут люди» («Мыс»).
Сюжет «Мыса» строится отчасти на автобиографичном материале. Главный герой, Акиюки, достигает 24-летнего возраста, возраста, в котором 12 годами ранее совершил самоубийство его сводный старший брат. Это в своём роде пороговое для Акиюки время, когда многими начинает подмечаться его сходство с покончившим с собой, обостряет чувство поиска разрешения многочисленных противоречий, из которых соткана его семья, странным образом сведшая вместе детей разных отцов и матерей. Этот путь, проходящий через вспышку спонтанного насилия, случившегося в гетто, и основательно, вплоть до душевной болезни одной из сестёр героя, расстроившего движение простых естественных ритмов, которыми долгое время жил Акиюки-землекоп, привёл его к внутренней необходимости найти своего настоящего отца. Отец находится, но в специфической форме: в финальной сцене Акиюки чувствует, как по нему разливается отцовская кровь, когда он лишается в борделе девственности в инцесте со своей сводной сестрой-проституткой, незаконно рождённой от другой женщины.
Отличительной чертой произведения стало нетривиальное (в выборе как языка, так и формы) выражение двусмысленности и двойственности устремлений персонажа (и человека вообще), который, с одной стороны, уклоняется от сложности семейных противоречий, находя себя в дающей внутреннюю устойчивость рутине землекопа, а с другой — инстинктивно пытается их всё же разрешить.

### После «Мыса»
«Мыс» стал первой частью т. н. «трилогии Акиюки», за которым последовали романы «Берег мёртвых деревьев» (1977) и «Край света, пик времени» (1983). Первый из них стал новым истолкованием тем, обозначенных в «Мысе», а второй — работой эпического масштаба, посвящённой разрушению микрокосмоса гетто-«закоулка».
В своём первом романе — «Берег мёртвых деревьев» — Накагами вновь рисует жизнь Акиюки (ему уже 26), который, как и в «Мысе» в схожих обстоятельствах, работает землекопом, находя в этой бесхитростной работе возможность растворения самого и себя и слияния с глубинными природными ритмами. В этот ритм вновь вторгается переплетение инцидентов, начиная с пережитого в детстве самоубийства старшего сводного брата и заканчивая инцестом со сводной сестрой, дочерью родного отца. Последний, хладнокровно восприняв случившееся, даже предлагает Акиюки стать своим преемником, унаследовать его дело. В довершении всего Акиюки убивает своего младшего сводного брата, сына родного отца от другой женщины, раскрошив тому череп камнем. Намеченная ещё в «Мысе» амбивалентность кровных уз и развивающихся в них отношений получила в «Береге мёртвых деревьев» своё полноценное выражение. Само произведение, где многогранно перекликаются мотивы кровного родства и связи с природой, перешагнуло через привычные рамки модернистского романа через скрещивание его с мифологическим началом.
В завершающем трилогию «Крае света, пике времени» 29-летний Акиюки возвращается в родные места после отбытия наказания за совершённое убийство. На месте закоулков своего гетто он находит заселённый бомжами пустырь, работы по застройке которого приостановлены. Не возвращаясь к своему отчиму, в компании которого он до ареста работал землекопом, Акиюки приходит к своему отцу настоящему и начинает работать у него лесорубом. Через общение с отцом, желание сближения с ним и в то же время его отторжение Акиюки узнает о том, что именно тот принципиально парализовал работы по застройке бывшего гетто. После этого откровения, однако, отец кончает жизнь самоубийством на глазах у Акиюки. Тот исчезает, чтобы поджечь остатки бураку, на месте которого теперь запланирована постройка универмага.
Между этими произведениями был опубликован цикл рассказов «Тысяча лет наслаждения» (1982), где миру маргиналов-буракуминов было придано подлинно мифологическое измерение, а их история была «переписана» с выведением их божественного происхождения. Темы «Тысячи лет наслаждения» получили своё развитие в другом цикле — «Кумано» (1984), ставшим по сути лабораторией для разработки нового жанра на грани документальной и художественной прозы, а также мифологии.
При жизни писателя творчество Накагами не получило большого признания, однако после его преждевременной кончины усилиями прежде всего Каратани, а также других литературоведов ситуация была существенно изменена в лучшую сторону.

## Награды
- 1975 — премия Акутагавы за «Мыс»
- 1977 — премия Майнити и премия Министерства образования Японии за «Берег мёртвых деревьев»

## Экранизации и документальные фильмы
Мицуо Янагимати при участии Накагами были сняты две экранизации по одноимённым произведениям: «Карта девятнадцатилетнего» (十九歳の地図, 1979) и «Праздник огня» (火まつり, 1985). Кадзухико Хасэгава экранизировал рассказ «Змеиная похоть», сняв по его мотивам фильм «Юный убийца» (青春の殺人者, 1976).
Также о Накагами был создан документальный фильм режиссёром Синдзи Аояма «В закоулках. Видео, отснятое Накагами Кэндзи» (路地へ。中上健次の残したフィルム, 2000).

## Основные сочинения

### Романы и повести
- Берег мёртвых деревьев (枯木灘, 1977)
- Бальзамин (鳳仙花, 1980)
- Край света, время экстаза (地の果て至上の時, 1983)
- Повесть о Сеуле (物語ソウル, совместно с Нобуёси Араки, проиллюстрировавшим книгу)
- Солнечные крылья (日輪の翼, 1984)
- Повесть о Кии (紀伊物語, 1984)
- Дерево в огне (野生の火炎樹, 1985)
- Девятнадцатилетний Якоб (十九歳のジェイコブ, 1986)
- Праздник огня (火まつり, 1987, написано для фильма Мицуо Янагимати)
- Небесные песни: повесть о Мияко Харуми (天の歌：小説都はるみ, 1987)
- Чудо (奇蹟, 1989)
- Гимн (讃歌, 1990)
- Презрение (軽蔑, 1992)
- Крокодилья святыня (鰐の聖域, 1992, незаверш.)
- Инородцы (異族, 1993, незаверш.)

### Произведения малой формы, сборники и циклы рассказов
- Карта девятнадцатилетнего (十九歳の地図, 1974)
- Голубятня (鳩どもの家, 1975).
- Мыс (岬, 1976)
- Змеиная похоть (蛇淫, 1976)
- Восемнадцать (十八歳) / К морю (海へ, 1977)
- Грим (化粧, 1978)
- Водная женщина (水の女, 1979)
- Тысяча лет наслаждения (千年の愉楽, 1982)
- Кумано (熊野集, 1984)
- Город притяжения (重力の都, 1988). Оммаж Танидзаки и его «Истории Сюнкин».

### Критика, эссе, публицистика
- Джаз и атомная бомба. Накагами Кэндзи против Мураками Рю (ジャズと爆弾　中上健次 VS 村上龍, 1977)
- Кии: страна деревьев и корней (紀州：木の国・根の国物語, 1978)
- Сила снов (夢の力, 1979)
- Преодоление Кобаяси Хидэо (小林秀雄をこえて, 1979, беседы с Кодзином Каратани)
- Откуда ты родом? Из эпохи Дзёмон, из Яёй? (君は弥生人か縄文人か, 1984)
- Америка, Америка (America, America, 1985)
- Литература огня (火の文学, 1985)
- Эпоха хайку (俳句の時代, 1985)
- Конец одной эпохи — начало другой (時代が終わり、時代が始まる, 1988)
- Анатомия места (解体される場所, 1990)
- Без обсуждений (問答無用, 1992)
- Вселенная Слова (言霊の天地, 1993)
- Возрождение мышления эпохи Дзёмон (甦る縄文の思想, 1993)

## Издания на русском языке
- Накагами Кэндзи. Поклон издалека / Пер. с яп. Соколовой-Делюсиной // Иностранная литература. — 1993. — № 3.
- Накагами Кэндзи. Берег мёртвых деревьев / Пер. с яп. Юры Окамото. — Гиперион. — 2012. — 312 с. — ISBN 9785893321869.